# 代奇莫普楚
代奇莫普楚（義大利語：Decimoputzu），是意大利撒丁大区南撒丁省的一个市镇。总面积44.81平方公里，人口4229人，人口密度94.4人/平方公里（2009年）。ISTAT代码为092016。